# Bretagne Classic Ouest-France 2023
La Bretagne Classic Ouest-France 2023, ottantasettesima edizione della corsa, si svolse il 3 settembre 2023 su un percorso di 258 km, con partenza e arrivo a Plouay, in Francia. La vittoria fu appannaggio del francese Valentin Madouas, il quale completò il percorso in 6h15'22", alla media di 41,24 km/h, precedendo il connazionale Mathieu Burgaudeau e l'austriaco Felix Großschartner.

## Squadre e corridori partecipanti
| N.      | Cod. | Squadra                           |
| ------- | ---- | --------------------------------- |
| 1-7     | TJV  | Jumbo-Visma                       |
| 11-17   | LTK  | Lidl-Trek                         |
| 21-27   | LTD  | Lotto Dstny                       |
| 31-37   | GBF  | Green Project-BardianiCSF-Faizanè |
| 41-47   | ICW  | Intermarché-Circus-Wanty          |
| 51-57   | ACT  | AG2R Citroën Team                 |
| 61-67   | COF  | Cofidis                           |
| 71-77   | EFE  | EF Education-EasyPost             |
| 81-87   | TEN  | TotalEnergies                     |
| 91-97   | MOV  | Movistar Team                     |
| 101-107 | ARK  | Team Arkéa-Samsic                 |
| 111-117 | TBV  | Bahrain Victorious                |

| N.      | Cod. | Squadra                |
| ------- | ---- | ---------------------- |
| 121-127 | GFC  | Groupama-FDJ           |
| 131-137 | SOQ  | Soudal Quick-Step      |
| 141-147 | BWB  | Bingoal WB             |
| 151-157 | AST  | Astana Qazaqstan Team  |
| 161-167 | UAD  | UAE Team Emirates      |
| 171-177 | JAY  | Team Jayco AlUla       |
| 181-187 | IPT  | Israel-Premier Tech    |
| 191-197 | DSM  | Team DSM-Firmenich     |
| 201-207 | IGD  | Ineos Grenadiers       |
| 211-217 | ADC  | Alpecin-Deceuninck     |
| 221-227 | TUD  | Tudor Pro Cycling Team |

## Ordine d'arrivo (Top 10)
| Pos. | Corridore           | Squadra       | Tempo    |
| ---- | ------------------- | ------------- | -------- |
| 1    | Valentin Madouas    | Groupama      | 6h15'22" |
| 2    | Mathieu Burgaudeau  | TotalEnergies | s.t.     |
| 3    | Felix Großschartner | UAE           | s.t.     |
| 4    | Stefan Küng         | Groupama      | a 1"     |
| 5    | Jasper De Buyst     | Lotto         | a 17"    |
| 6    | Marc Hirschi        | UAE           | s.t.     |
| 7    | Tiesj Benoot        | Jumbo         | s.t.     |
| 8    | Frederik Wandahl    | Bora          | s.t.     |
| 9    | Elia Viviani        | Ineos         | a 35"    |
| 10   | Sandy Dujardin      | TotalEnergies | s.t.     |